# Latvijas čempionāts (volleyboll, damer)
Latvijas čempionāts är det lettländska mästerskapet i volleyboll för damer. Serien organiseras av Volejbols Latvia sedan 1992.

## Resultat per år[1]
| Säsong    | Mästare                   | Tvåa                      | Trea                      |
| --------- | ------------------------- | ------------------------- | ------------------------- |
| 1991–1992 | Aurora Riga               |                           |                           |
| 1992–1993 | Aurora Riga               |                           |                           |
| 1993–1994 | Kimikis Daugavpils        |                           |                           |
| 1994–1995 | Kimikis Daugavpils        |                           |                           |
| 1995–1996 | Kimikis Daugavpils        |                           |                           |
| 1996–1997 | Kimikis Daugavpils        |                           |                           |
| 1997–1998 | Kimikis Daugavpils        |                           |                           |
| 1998–1999 | Kimikis Daugavpils        |                           |                           |
| 1999–2000 | Kimikis Daugavpils        |                           |                           |
| 2000–2001 | Speks-R Riga              |                           |                           |
| 2001–2002 | Speks-R Riga              |                           |                           |
| 2002–2003 | Speks-R Riga              |                           |                           |
| 2003–2004 | SVK Ezerzeme Daugavpils   | Speks-R Riga              | LU/JRSC                   |
| 2004–2005 | Speks-R Riga              |                           |                           |
| 2005–2006 | SVK Rīga                  |                           |                           |
| 2006–2007 | SVK Rīga                  | Jelgava/LU                | MSĢ                       |
| 2007–2008 | SVK Rīga                  | MSĢ-Ropaži                | Jelgava/LU                |
| 2008–2009 | VK Jelgava                | SVK Rīga                  | VK Ropaži/MSĢ             |
| 2009–2010 | VK Jelgava                | SVK Rīga                  | VK Ropaži/MSĢ             |
| 2010–2011 | VK Jelgava                | VK Ropaži/MSĢ             | Lettonie junior           |
| 2011–2012 | VK Jelgava                |                           |                           |
| 2012–2013 | VK Jelgava                | SK Babīte                 | Lettonie junior           |
| 2013–2014 | VK Jelgava                | RSU / MVS                 | SK Babīte                 |
| 2014–2015 | VK Jelgava                | Zeltaleja                 | SK Babīte                 |
| 2015–2016 | VK Jelgava                | Zeltaleja/MSĢ             | SK Babīte                 |
| 2016–2017 | RSU/MVS                   | SK Babīte                 | Jelgava/LU                |
| 2017–2018 | SK Babīte                 | VK Jelgava                | VK "miLATss"              |
| 2018–2019 | Rīgas Volejbola skola     | Zeltaleja/MSĢ             | VK "miLATss"              |
| 2019–2020 | Tävlingen slutfördes inte | Tävlingen slutfördes inte | Tävlingen slutfördes inte |
| 2020–2021 | VK Jelgava                | Rīgas Volejbola skola     | RSU/MVS                   |
| 2021–2022 | Rīgas Volejbola skola     | VK Jelgava                | RSU/MVS                   |
| 2022–2023 | Rīgas Volejbola skola     | VK Jelgava                | RSU/MVS                   |